# Termen
Termen é uma comuna da Suíça, no Cantão Valais, com cerca de 787 habitantes. Estende-se por uma área de 18,8 km², de densidade populacional de 42 hab/km². Confina com as seguintes comunas: Bister, Bitsch, Briga-Glis (Brig-Glis), Filet, Grengiols, Mörel, Naters, Ried-Brig, Riederalp. 
A língua oficial nesta comuna é o Alemão.